# Altlichtenwarth
Altlichtenwarth ist eine Gemeinde mit 758 Einwohnern (Stand 1. Jänner 2025) im Bezirk Mistelbach in Niederösterreich.

## Geografie
Altlichtenwarth liegt im Weinviertel in Niederösterreich. Die Fläche der Gemeinde umfasst 20,46 Quadratkilometer. Davon sind 87 Prozent landwirtschaftliche Nutzfläche, 3 Prozent sind bewaldet.

### Gemeindegliederung
Es gibt nur die Katastralgemeinde Altlichtenwarth.

### Nachbargemeinden
|             | Bernhardsthal                               |           |
| Großkrut    | Kompassrose, die auf Nachbargemeinden zeigt | Hausbrunn |
| Hauskirchen | Neusiedl an der Zaya                        |           |

## Geschichte
Der Ortsname von Altlichtenwarth erklärt sich folgendermaßen: Lichtenwarth, (amtl. Altlichtenwarth); erste urkundliche Erwähnung 1232 als Liehtenwart, 1357 als Altenliechtenwart, etymologisch wörtlich „bei der lichten Warte“, womit wohl ein „Aussichtspunkt in einer Lichtung“ gemeint ist, mittelhochdeutsch „warte“ für einen Platz, von dem aus gespäht wird.
Die erste Kirche wurde im 12. Jahrhundert auf einem Lösshügel am Nordrand des Ortes, unweit einer Burg der Herren von Liechtenstein erbaut. Altlichtenwarth und seine Umgebung waren Urbesitz der Liechtensteiner seit dem 12. Jahrhundert, auf dieses Geschlecht dürfte auch die damalige Gründung der Pfarre zurückgehen. Am 7. Juni 1232 wurde in Wien das Dokument ausgestellt, in dem Altlichtenwarth zum ersten Mal urkundlich erwähnt wird. Inhaltlich ging es um eine Rechtssache, die der Babenbergerherzog Friedrich der Streitbare unterfertigte. Unter den genannten Zeugen findet sich der Pfarrer des Ortes Marchwardus de Liehtenwart. In seine Amtszeit fiel der große Umbau der Kirche in den Jahren 1230/40. Die Anfänge der Pfarre gehen jedoch viel weiter zurück. Aus einem Siegel aus 1258 geht hervor, dass sich Heinrich I. von Liechtenstein auch nach Lichtenwarth genannt hat. 1391 tauschten die Liechtensteiner die Pfarre Altlichtenwarth gegen die Kirche Maria am Gestade in Wien, 1409 wurde dieser Tausch wieder rückgängig gemacht. Altlichtenwarth blieb bis 1968 (Patronatsverzichtserklärung) / 1978 (wirksam) Patronatspfarre der Fürsten von Liechtenstein.
Im Zuge der Ersten Wiener Türkenbelagerung und des Türkenkrieges fielen osmanische Soldaten auch in Altlichtenwarth ein. Während des Dreißigjährigen Krieges verstarben 1645 46 Menschen an der Pest. Im gleichen Jahr und im Jahr darauf kamen 309 Einwohner Altlichtenwarths im Zuge der Kämpfe gegen schwedische Truppen unter Lennart Torstensson und dessen verbündete ungarische Truppen unter Georg I. Rákóczi ums Leben. Auf dessen Truppen bezieht sich vermutlich auch die Sage vom Blutbad am Kirchweihtag, die sich in Altlichtenwarth erhalten hat. Es wird berichtet, dass die Leute aus ihren Verstecken kamen und das Kirchweihfest feierten, nachdem die Soldaten mordend und sengend das Dorf verlassen hatten. Doch der abziehende Feind hörte das Glockengeläute, kehrte zurück und richtete in der Kirche ein solches Gemetzel an, „daß das Blut in Bächen über die Kirchenschwelle rann“.
Im Jahre 1679 forderte eine Pestepidemie in Altlichtenwarth erneut 134 Tote. Noch heute wird an einem bestimmten Tag eine Prozession zur Pestkapelle abgehalten. Im Zuge der Kuruzenaufstände unter Franz II. Rákóczi kamen 1706 77 Einwohner Altlichtenwarths ums Leben, so findet sich im Sterbebuch ein Verzeichnis aller derjenigen, welche in Erdställen verblichen sind. Die Cholera forderte 1849 103 Tote innerhalb eines Monats, sodass bei knapp 1.000 Einwohnern mehr als 10 % der Bevölkerung verstarben.
Im Ersten Weltkrieg fielen 57 Altlichtenwarther als Soldaten an der Front.
Laut Adressbuch von Österreich waren im Jahr 1938 in Altlichtenwarth zwei Bäcker, zwei Binder, ein Dachdecker, ein Fellhändler, ein Fleischer, ein Friseur, zwei Gastwirte, drei Gemischtwarenhändler, ein Maler und Anstreicher, drei Sattler, zwei Schlosser, drei Schmiede, drei Schneider, zwei Schuster, vier Tischler, zwei Wagner und mehrere Landwirte ansässig. Weiters gab es im Ort eine Bierniederlage der Brauerei Schwechat und einen Weinsensal.
Während des Zweiten Weltkriegs hatte Altlichtenwarth 74 Gefallene zu beklagen. Gegen Ende des Krieges war das Dorf auch selbst Kriegsschauplatz. Darüber befindet sich im Archiv des Heeresgeschichtlichen Museums ein ausführlicher Bericht. Demnach wurde Altlichtenwarth am 18. April 1945 zunächst kampflos der Roten Armee überlassen, welche den Ort besetzte. Noch am Abend des 18. April wurden viele Frauen und Mädchen durch Rotarmisten vergewaltigt. Die deutschen Truppen verschanzten sich auf dem Hutsaulberg und dem Silberberg und bereiteten sich mit drei Panzern auf einen Gegenstoß vor. Dieser erfolgte in der Nacht auf den 19. April, wobei es Soldaten der Waffen-SS mit Unterstützung leichter Artillerie gelang, die sowjetischen Truppen aus dem Ort hinauszudrängen. Dabei kam es auch zu Nahkämpfen, die auf beiden Seiten viele Opfer forderten (59 deutsche und 27 sowjetische Soldaten wurden in Altlichtenwarth begraben). Während die deutschen Soldaten das Dorf bis zum Morgen des 20. Aprils besetzt hielten, gelang den meisten Bewohnern die Flucht in Richtung Waldviertel und Oberösterreich, lediglich 50 sehr alte Menschen blieben zurück. Am Morgen des 20. April 1945 mussten die deutschen Truppen schließlich der sowjetischen Übermacht weichen. Altlichtenwarth wurde in den darauf folgenden Tagen und Wochen vollständig geplündert, zumal die Bewohner erst Wochen oder Monate nach ihrer Flucht zurückkehrten. Im Zuge der Kampfhandlungen wurden 50 Gebäude vollständig zerstört, weitere 40 durch Beschuss schwer beschädigt, sodass kein einziges Haus ohne Schaden blieb. In der Zeit von Mai bis Oktober 1945 mussten täglich durchschnittlich 50 Bewohner, vielfach Frauen und Mädchen zur Zwangsarbeit in den Grenzort Rabensburg, wo sie Pferde zu betreuen und Hausarbeit zu leisten hatten. Auch zu diesem Zeitpunkt wurden die Frauen und Mädchen missbraucht und zogen sich dabei schwere Erkrankungen zu. Bis Ende des Jahres 1945 hielten Soldaten der Roten Armee Altlichtenwarth besetzt.

### Einwohnerentwicklung
Seit dem Jahr 1991 ist die Wanderungsbilanz positiv.
| Altlichtenwarth: Einwohnerzahlen von 1869 bis 2025  | Altlichtenwarth: Einwohnerzahlen von 1869 bis 2025 | Altlichtenwarth: Einwohnerzahlen von 1869 bis 2025 | Altlichtenwarth: Einwohnerzahlen von 1869 bis 2025 | Altlichtenwarth: Einwohnerzahlen von 1869 bis 2025 |
| --------------------------------------------------- | -------------------------------------------------- | -------------------------------------------------- | -------------------------------------------------- | -------------------------------------------------- |
| Jahr                                                |                                                    |                                                    |                                                    | Einwohner                                          |
| 1869                                                | 1869                                               |                                                    | 931                                                | 931                                                |
| 1880                                                | 1880                                               |                                                    | 1.055                                              | 1.055                                              |
| 1890                                                | 1890                                               |                                                    | 1.196                                              | 1.196                                              |
| 1900                                                | 1900                                               |                                                    | 1.388                                              | 1.388                                              |
| 1910                                                | 1910                                               |                                                    | 1.364                                              | 1.364                                              |
| 1923                                                | 1923                                               |                                                    | 1.286                                              | 1.286                                              |
| 1934                                                | 1934                                               |                                                    | 1.219                                              | 1.219                                              |
| 1939                                                | 1939                                               |                                                    | 1.272                                              | 1.272                                              |
| 1951                                                | 1951                                               |                                                    | 1.393                                              | 1.393                                              |
| 1961                                                | 1961                                               |                                                    | 1.254                                              | 1.254                                              |
| 1971                                                | 1971                                               |                                                    | 1.048                                              | 1.048                                              |
| 1981                                                | 1981                                               |                                                    | 895                                                | 895                                                |
| 1991                                                | 1991                                               |                                                    | 808                                                | 808                                                |
| 2001                                                | 2001                                               |                                                    | 783                                                | 783                                                |
| 2011                                                | 2011                                               |                                                    | 735                                                | 735                                                |
| 2021                                                | 2021                                               |                                                    | 776                                                | 776                                                |
| 2025                                                | 2025                                               |                                                    | 758                                                | 758                                                |
| Quelle(n): Statistik Austria, Gebietsstand 1.1.2021 |                                                    |                                                    |                                                    |                                                    |

## Kultur und Sehenswürdigkeiten

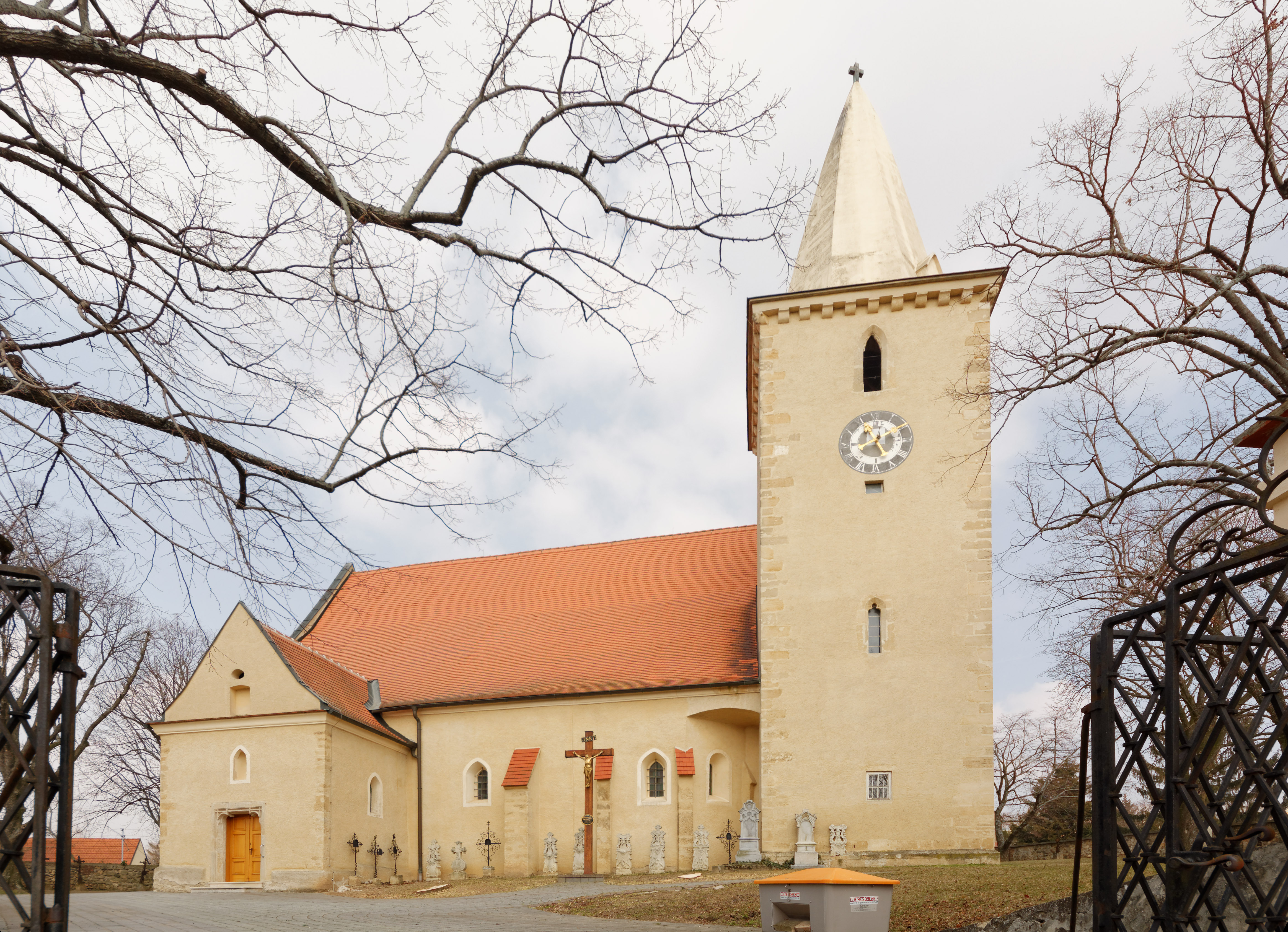
Pfarrkirche Altlichtenwarth

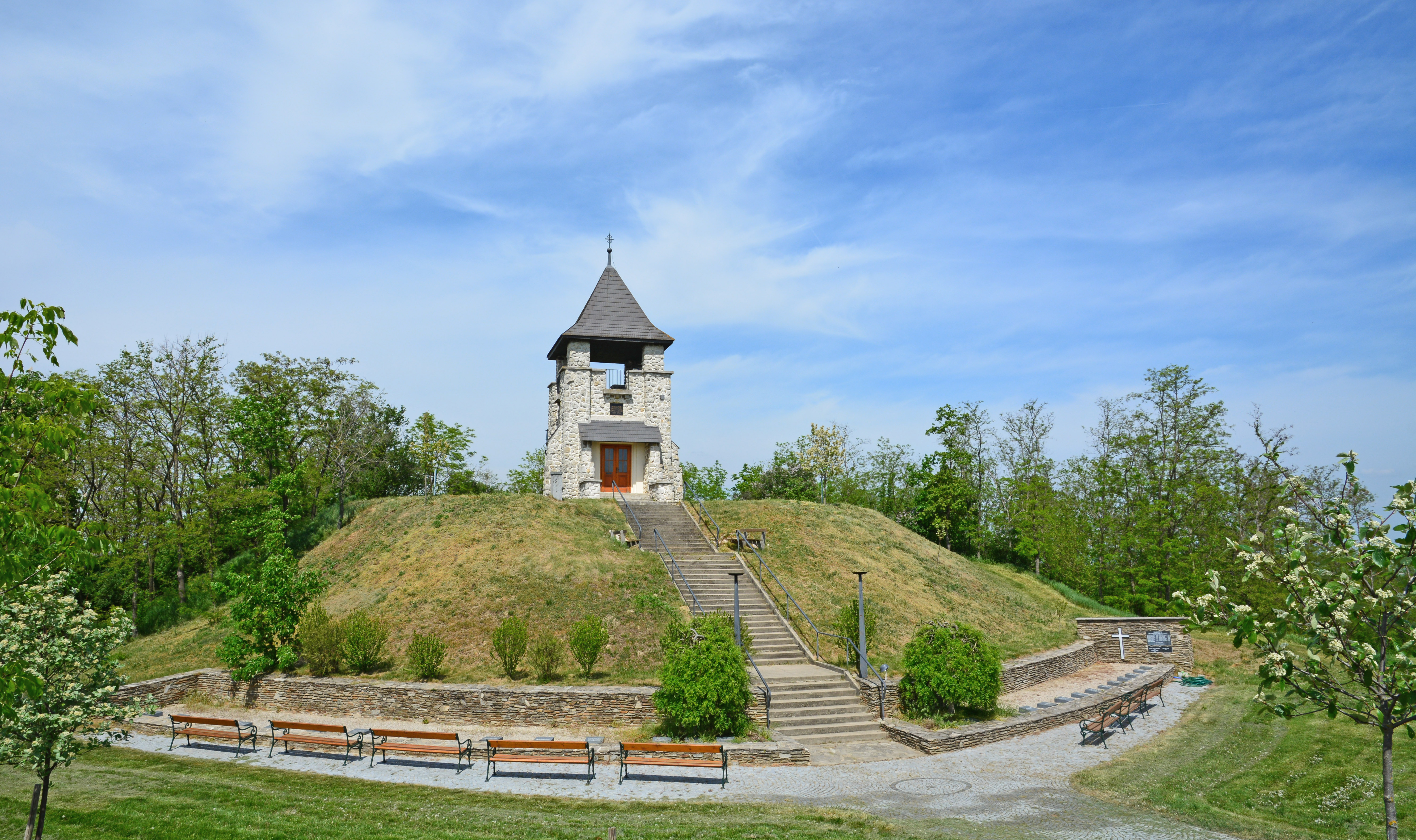
Kriegerdenkmal aus 1923

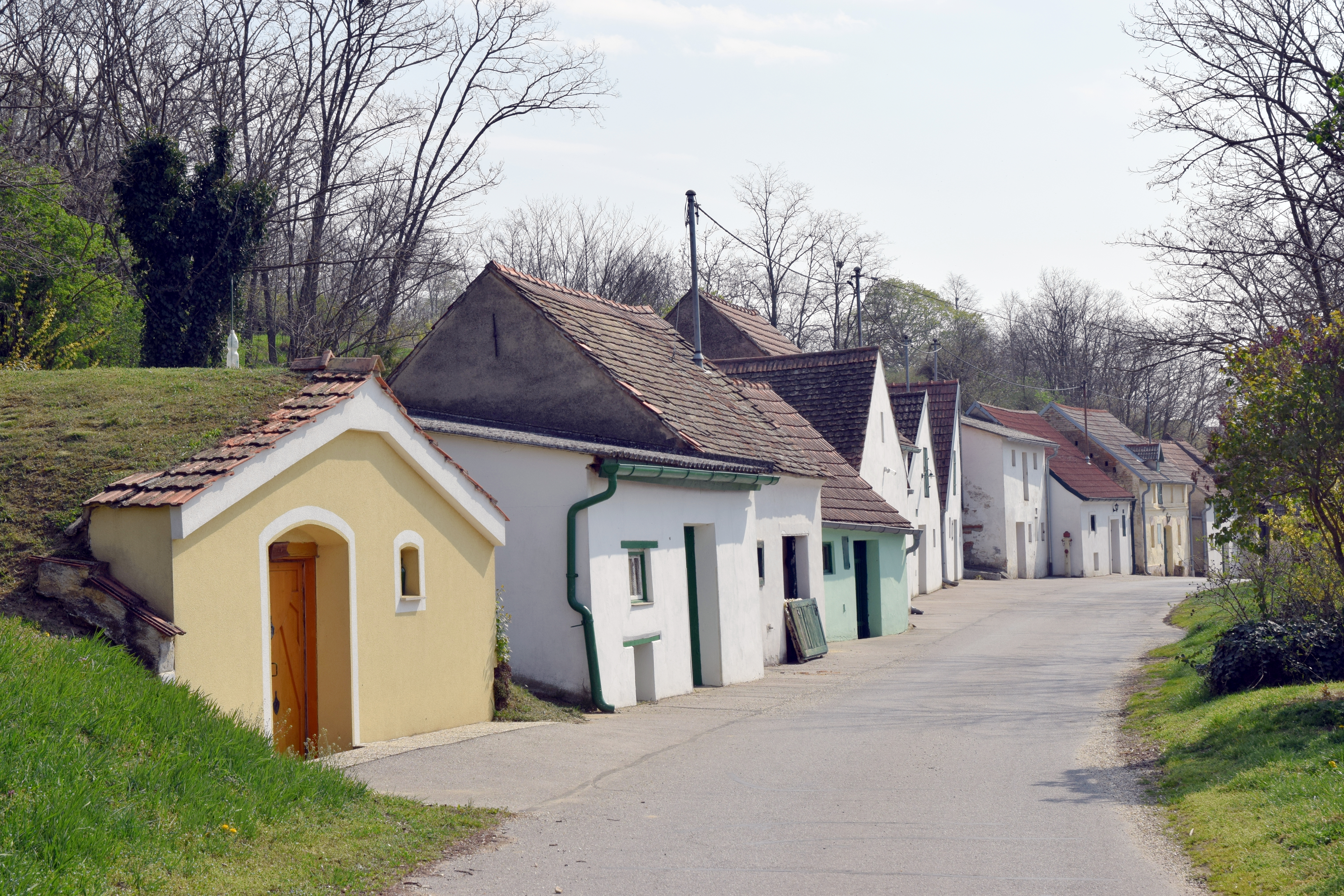
Kellergasse Silberberg

- Katholische Pfarrkirche Altlichtenwarth hl. Nikolaus
- Aussichtswarte mit Kriegerdenkmal auf dem Hutsaulberg, 1923 vermutlich nach einem Entwurf des Liechtenstein-Architekten Karl Weinbrenner erbaut. Siehe auch: Literatur.

## Wirtschaft und Infrastruktur
Im Jahr 2010 gab es 42 land- und forstwirtschaftliche Betriebe, davon waren 23 Haupterwerbsbetriebe, die über drei Viertel der Flächen bewirtschafteten. Im Jahr 1999 waren es 76 Betriebe, davon 30 im Haupterwerb.  Im Produktionssektor gab es fünf Betriebe, die vierzehn Arbeitnehmer beschäftigten, überwiegend im Baugewerbe. Der Dienstleistungssektor beschäftigte in 21 Betrieben 44 Personen, fast die Hälfte davon in sozialen und öffentlichen Diensten (Stand 2011).

### Bildung
In der Gemeinde gibt es einen Kindergarten und eine Volksschule.

### Verkehr
- Flugplatz Altlichtenwarth

## Politik

### Gemeinderat
Der Gemeinderat hat 15 Mitglieder.
- Mit den Gemeinderatswahlen in Niederösterreich 1990 hatte der Gemeinderat folgende Verteilung: 13 ÖVP und 2 SPÖ.
- Mit den Gemeinderatswahlen in Niederösterreich 1995 hatte der Gemeinderat folgende Verteilung: 12 ÖVP und 3 SPÖ.[13]
- Mit den Gemeinderatswahlen in Niederösterreich 2000 hatte der Gemeinderat folgende Verteilung: 12 ÖVP und 3 SPÖ.[14]
- Mit den Gemeinderatswahlen in Niederösterreich 2005 hatte der Gemeinderat folgende Verteilung: 11 ÖVP und 4 SPÖ.[15]
- Mit den Gemeinderatswahlen in Niederösterreich 2010 hatte der Gemeinderat folgende Verteilung: 11 ÖVP und 4 SPÖ.[16]
- Mit den Gemeinderatswahlen in Niederösterreich 2015 hatte der Gemeinderat folgende Verteilung: 10 ÖVP und 5 SPÖ.[17]
- Mit den Gemeinderatswahlen in Niederösterreich 2020 hatte der Gemeinderat folgende Verteilung: 12 ÖVP und 3 SPÖ.[18]
- Mit den Gemeinderatswahlen in Niederösterreich 2025 hat der Gemeinderat folgende Verteilung: 12 ÖVP, 2 SPÖ und 1 FPÖ.[19]

### Bürgermeister
- bis 2014 Franz Gaismeier (ÖVP)
- seit 2014 Gerhard Eder (ÖVP)[20]
- seit dem 10. Juli 2025 Andreas Berger (ÖVP)

### Wappen
Im Jahr 1969 wurde der Gemeinde folgendes Wappen verleihen: In einem blauen Feld auf einem grünen Dreiberg stehend, ein silberner zinnenbekrönter gemauerter Wachtturm mit schwarzem geschlossenen Tor und darüber liegendem ebensolchen Fenster.